# 郭毅力
郭毅力（1958年5月—2013年7月10日）四川雅安人。汉族。1976年12月入伍，1979年2月加入中国共产党。中国人民解放军西安政治学院军事法学专业毕业。少将警衔，曾任西藏武警总队司令员（正军级）。

## 生平
1976年，县中队转隶武警以后，郭毅力成为该部队招收的第一批士兵，随后自四川调往西藏。曾任武警西藏总队嘎拉木边检站政委，武警西藏总队后勤部部长，武警西藏总队参谋长、副总队长、总队长。2012年10月，武警西藏总队总队长改称武警西藏总队司令员，郭毅力按正军职待遇。
2013年，当选第十二届全国人民代表大会西藏地区代表。
2013年7月10日，因突发心脏病，因公殉职，讣告称其为“中国共产党的优秀党员，忠诚的共产主义战士，党和人民的忠诚卫士，优秀的军事指挥员”。